# تروی براون (بازیکن فوتبال)
تروی براون (انگلیسی: Troy Brown؛ زادهٔ ۱۷ سپتامبر ۱۹۹۰) بازیکن فوتبال اهل بریتانیا است.
از باشگاه‌هایی که در آن بازی کرده‌است می‌توان به باشگاه فوتبال فولام، باشگاه فوتبال روترهام یونایتد، باشگاه فوتبال چلتنهام تاون، باشگاه فوتبال اکستر سیتی، باشگاه فوتبال ایپسویچ تاون، و باشگاه فوتبال آلدرشات تاون اشاره کرد.
وی همچنین در تیم‌های ملی فوتبال Wales national under-17 football team, Wales national under-19 football team، و زیر ۲۱ سال ولز بازی کرده‌است.